# ココナッツカダンカダンウイロイド
ココナッツカダンカダンウイロイド (Coconut cadang-cadang viroid) とは、ポスピウイロイド科コカドウイロイド属に属するウイロイドである。ヤシ科の植物に対して致死性の病気であるカダンカダン病の病原体である。遺伝子を構成するヌクレオチドの数は最小で246しかなく、アボカドサンブロッチウイロイド (Avocado sunblotch viroid) と並んで、全ての生物・ウイルスの中で最小のゲノムを有する。名称が長いのでしばしばCCCVdと称される。

## 概要
CCCVdは、名称が示す通りココナッツを生産するココヤシ (Cocos nucifera) に対して重篤な病気をもたらす事で知られている。病気としての発見は1927年から1928年にフィリピンのサンミゲル島で報告された事が最初である。病原体としてCCCVdが記載されたのは1985年である。
CCCVdの外観は円形または直線状の1本鎖RNAである。ゲノムサイズは非常に小さく、ヌクレオチドの数は最小のものでわずか246である。このうちの44の配列は他のウイロイドにもよく見られる。また、タンパク質は一切コードしていない。
| CCCVdのゲノム |
| --- |
| 1 - 50 CUGGGGAAAU CUACAGGGCA CCCCAAAAAC UACUGCAGGA GAGGCCGCUU 51 - 100 GAGGGAUCCC CGGGGAAACC UCAAGCGAAU CUGGGAAGGG AGCGUACCUG 101 - 150 GGUCGAUCGU GCGCGUUGGA GGAGACUCCU UCGUAGCUUC GACGCCCGGC 151 - 200 CGCCCCUCCU CGACCGCUUG GGAGACUACC CGGUGGAUAC AACUCACGCG 201 - 246 GCUCUUACCU GUUGUUAGUA AAAAAAGGUG UCCCUUUGUA GCCCCU |

CCCVdは上記にあげたゲノム配列の197位にシトシンを1つ追加した247の長さを持つ変異体もよく知られている。CCCVdによる病気は、この変異体が引き起こす。
CCCVdが感染する植物はヤシ科 (Arecaceae) に属する。自然界ではココヤシ、タラバヤシ (Corypha utan) 、ギニアアブラヤシ (Elaeis guineensis) Oreodoxa regia で発見されている。実験室ではビンロウ (Areca catechu) 、アレカヤシ (Dypsis lutescens) 、ナツメヤシ (Phoenix dactylifera) 、ダイオウヤシ (Roystonea regia) 、Adonidia merrillii 、Caryota cumingii 、Saribus rotundifolius 、Ptychosperma macarthurii への感染が知られている。
ゲノムが非常に似ているものにココナッツチナンガヤウイロイド (Coconut tinangaja viroid, CTiVd) があり、これは254の長さを持つが、ゲノム配列が約64%も類似している。チナンガヤ病と呼ばれる症状も非常によく似ており区別はしがたいが、CTiVdはグアムに生息しており、フィリピンに生息するCCCVdとは分布が一致しない。

## 分布
CCCVdはフィリピンに多く分布しており、ビコル地方、マスバテ州、カタンドゥアネス州、サマル州、およびこれらの地域に点在する小さな島々に特に多くみられる。生息地の北限はマニラ、南限はホモンホン島にあり、これはココヤシやアブラヤシの主力生産地であるミンダナオ島に接している点で重要である。

## カダンカダン病

### 感染
CCCVdの感染は、主に収穫に用いられる鎌や鉈による機械的な接触によるもので、適切な衛生環境が保たれていない状態で、CCCVdが付着している刃物によって傷つけられることで感染する。一方で、CCCVdが自然状態でどのように広がるかはよくわかっていない。花粉や種子を通じて広がる可能性があるが、その伝達速度は非常に遅く、実験では病気の個体の花粉を受粉した健康な個体が症状を示すまでに6年かかった。昆虫によるCCCVdの媒介は、鞘翅目 (coleopteran insects) による媒介が一部示されているものの、適切な調査が行われておらず詳細は不明である。

### 症状
ココヤシに感染すると、以下のステージを経てやがて個体は死を迎える。この病気はカダンカダン病 (cadang-cadang) と呼ばれており、これはビコール語で死を意味する。
- 初期ステージ：葉に黄色い斑点が生じ、種子は表面に傷のような模様が生じ、丸く小さくなる。葉の変化は水に浸した状態で透過光や反射光の下でわかる。2年から4年間継続する。
- 中期ステージ：葉のサイズと数の減少がみられる。葉の黄色い部分は範囲が広がり、葉の下部3分の2を覆うまでになる。この段階で種子の生産は停止する。約2年間継続する。
- 後期ステージ：葉のサイズと数の顕著な減少が見られ、葉自体も全体が黄色から茶色に変色し、脆くなっている。約5年間継続する。

初期症状があらわれてから8年から16年で枯死する。10歳未満の個体ではカダンカダン病はほとんど見られず、10歳から40歳までの個体では多く見られている。ヤシの枯死は害虫によるものもあるが、それはより高齢の個体で多い。フィリピンにおけるカダンカダン病によるココヤシの枯死は毎年100万本にもおよび、毎年2万2000トンのコプラの損失が生じている。カダンカダン病の発見から50年間で3000万本以上の個体が死亡しているとされている。
アブラヤシにおいても症状は非常に類似しているが、斑点は黄色ではなくオレンジ色である。

### 診断
症状による診断は信頼性に欠けるため、植物の細胞サンプルからCCCVdの分子を検出する事が確実な方法である。症状が出る6ヶ月前に検出することも可能である。